# Campo Alegre (kommun i Brasilien, Alagoas, lat -9,79, long -36,29)
Campo Alegre är en kommun i Brasilien.   Den ligger i delstaten Alagoas, i den östra delen av landet, 1 400 km nordost om huvudstaden Brasília. Antalet invånare är 50 831.
Följande samhällen finns i Campo Alegre:
- Campo Alegre

Omgivningarna runt Campo Alegre är en mosaik av jordbruksmark och naturlig växtlighet. Runt Campo Alegre är det ganska tätbefolkat, med 111 invånare per kvadratkilometer.